# Zengi
ʿImād al-Dīn Zengī, in arabo عماد الدين زنكي‎?, o Zenkī, pronunciato Zenghī (1087 circa – 14 settembre 1146), è stato un generale turco e atabeg selgiuchide di Aleppo. Da lui prenderà il nome la dinastia degli Zengidi.

## Biografia

### Primi anni e primi atti della sua carriera militare
Alla morte del padre Āq Sunqur al-Ḥājib, nel 1094, Zengī (che darà il suo nome alla dinastia zengide), si mise in mostra come abile e smaliziato guerriero e, dopo la sua vittoria contro i Mazyadidi, fu nominato governatore della città irachena di Wāsiṭ e poi di Baṣra, in nome e per conto di Āq Sunqur al-Bursuqī, responsabile selgiuchide per le province settentrionali dell'Iraq e della provincia della Jazīra.
Per il suo valido sostegno garantito al sultano selgiuchide Maḥmūd ibn Malik Shāh contro il Califfo abbaside al-Mustarshid, fu nominato nel 1126 Shihna del sultano per Baghdad e l'Iraq centrale. Alla morte di Āq Sunqur al-Bursuqī, a Zengī fu attribuito quanto egli già amministrava e controllava col titolo di Atabeg, pur dovendo abbandonare Baghdad e l'Iraq centrale al controllo di altri delegati del sultano selgiuchide.
Nel 1129 Zengī levò Hamā' ai Buridi di Damasco ma, dopo la morte di Maḥmūd ibn Malik Shāh, fu coinvolto nelle complesse vicende successorie e fu per evitare urti coi Selgiuchidi che egli si convinse a cercare un'espansione territoriale verso occidente, lì dove, accanto ad Artuqidi e Buridi, s'erano ormai installati decisamente i Crociati.
Un suo assedio di Damasco - in mano ai Buridi - fallì nel 1135 e un po' tutta la campagna che ne seguì, pur potendo vantare qualche successo, quale la conquista del castello crociato di Baʿrīn (Monsferrandus, nei pressi di Tripoli), fu sostanzialmente deludente.
Un nuovo tentativo contro Damasco fallì nel 1139-40 quando dovette togliere l'assedio per la minaccia che i Crociati portarono contro di lui nel Ḥawrān.

### Conquista di Edessa
Il 23 dicembre 1144, al termine di un assedio protrattosi per 28 giorni, Zangī conquistò gran parte della Contea di Edessa, il primo Stato crociato che era sorto grazie a Baldovino delle Fiandre e, di fatto, il più esposto agli attacchi nemici per via della sua collocazione periferica che imponeva ai Crociati una solida e leale collaborazione (non sempre attuata) con l'elemento locale armeno e col Principato di Antiochia.
Come reazione si ebbe l'organizzazione nell'Europa occidentale cristiana della Seconda crociata.

### Morte e successione
Fino alla sua morte Zengī tentò di ampliare i suoi possedimenti, senza peraltro troppa fortuna per sé, anche se di quei suoi tentativi mantenne un vivido ricordo suo figlio Nūr al-Dīn (che nel mondo cristiano venne chiamato Norandino) che, a suo tempo, cercherà di riprendere il disegno interrotto di suo padre. 

Zengī morì per mano di un eunuco suo schiavo nella notte fra il 14 e il 15 settembre 1146, aprendo una non facile successione per i suoi figli Sayf al-Dīn Ghāzī e Norandino.

## Discendenza
Zengi ebbe i seguenti figli:
- Sayf al-Dīn Ghāzī I, il primogenito che fu emiro di Mosul dal 1146 al 1149;
- Nur al-Din, il secondogenito conosciuto come Norandino nelle fonti occidentali, atabeg di Aleppo e poi anche di Damasco e della Siria intera;
- Nasr ed-Din, terzogenito di Zengi, che fu signore di Ḥarrān;
- Qutb al-Din Mawdud, il quarto e ultimo figlio, che fu emiro di Mosul dal 1149 al 1169.